# Piroska Oszoli
Dans le nom hongrois Oszoli Piroska, le nom de famille précède le prénom, mais cet article utilise l’ordre habituel en français Piroska Oszoli, où le prénom précède le nom.
Piroska Oszoli, née Piroska Névery le 21 janvier 1919 à Dunaföldvár et morte le 22 mars 2017 dans la même ville, est une peintre hongroise.